# フィリップ・フリードリヒ・ブフナー
フィリップ・フリードリヒ・ブフナー（Philipp Friedrich Buchner, 1614年9月11日 - 1669年3月23日）は、ドイツの作曲家。

## 生涯
ヴェルトハイム出身。フランクフルト・アム・マインの聖歌隊でヨハン・アンドレアス・ヘルブストに師事した。成人後はパウロ教会のオルガニストに就任した。その後ポーランドのクラクフに旅行した時に、プロテスタントからカトリックに改宗した。さらにイタリアに旅行して、クラウディオ・モンテヴェルディの音楽に接した。帰国後はヴュルツブルク大司教ヨハン·フィリップ·フォン·シェーンボルンの宮廷楽長となり、1647年にシェーンボルンがマインツ大司教に就任するとブフナーもそれに従った。
1661年、大司教がドイツ語の賛美歌集の編纂作業を開始すると、ブフナーもこれに参加し、1666年に『マインツ合唱曲集』として出版された。

## 作品
声楽曲にはカンタータなどがあり、『クリスマス・カンタータ』は現代の版で利用可能である。器楽曲には『プレクトラム・ムジクム』（1662）、『ハルモニア・インストルメンタリス』（1664）などがある。